# Crkva Majke Božje Kloštarske u Slavonskom Kobašu
Svetište Majke Božje Kloštarske pripada Župi Sv. Ivana Krstitelja u Slavonskom Kobašu, a udaljeno je tri kilometra od samoga mjesta na putu prema Lužanima. Nalazi se na samoj obali rijeke Orljave koja se kilometar niže ulijeva u Savu. To je i lokacija mjesnog groblja na kojem se nalazi gotička crkva koja je barokizirana. Sam Kloštar ima prekrasnu vizuru jer se nalazi na blagom povišenju iza kojeg se nalaze šumovite obale rijeka Orljave i Save te obronci bosanske planine Motajice. U predvečerje 14. kolovoza (uoči Velike Gospe) okuplja se vjernički puk na ispovijed i molitvu te pripravu za sv. misu. Na Veliku Gospu okuplja se veliki broj vjernika osobito iz novogradiške posavine te zapadnog brodskog Posavlja, ali i iz cijele Slavonije. Prvi pisani izvori o Kloštru datiraju još iz 14. stoljeća.
Samo ime Kloštar potječe od lat.claustrum-manastir.

## Povijest
Na prostoru današnjeg Kloštra i okolice pronađeni su rimski nalazi koji datiraju čak iz prapovijesti. Mjesto je bilo privlačno zbog blizine rijeke Save. Posjed Kloštra se spominje kao posjed na Savi koji pripada plemićima Giletićima 1291., a prvi puta je zaista spomenut 1335. godine od strane svećenika Petra in Foro Geletia (u trgovištu Giletića). Svetište je izniklo na mjestu drevne templarske crkvice i samostana u koje su kult štovanja Gospe donijeli još cisterciti u 13. stoljeću iz Kutjeva izgradivši crkvu upravo u Kloštru. U gotičkom stilu crkvu i samostan ubrzo podižu i franjevci, a o dugoj povijesnoj baštini toga duhovnog prostora svjedoči potpuno očuvano autentično poligonalno svetište iz toga doba. Luka Ilić Oriovčanin kasnije, proučavajući crkvu, uočava dvije godine naznačene na tornju: 1020. i 1053. Nakon protjerivanja Osmanlija počinje snažno čašćenje Gospe Kloštarske, a uz blagdan Velike Gospe, 14. i 15. kolovoza to svetište pohodi više od deset tisuća ljudi.

## Arhitektura
Crkva je u svojim početcima bila najvjerojatnije utvrda (vidi crkva utvrda) o čemu svjedoči dobro utvrđen toranj s dvije puškarnice. Na njemu su vidljivi ostatci neke druge građevine, koja je bila nadovezana na njega. Samostan koji je izgrađen također nadovezan na crkvu je nastao u gotici. Vidljivi gotički elementi su dobro očuvane sedilia i kustodija u zidu, trijumfalni luk čiji se ostatci naziru na zapadnom zidu te dobro očuvani potporni stupovi.  Kasnije je crkva barokizirana te je nadograđeno predvorje.

## Vanjske poveznice
- Svetište Gospe Kloštarske, Požeška biskupija
- Svetište Majke Božje u Kloštru, Požeška biskupija